# Блесдъфол
„Блесдъфол“ е метълкор група от град Скотсдейл, щата Аризона, САЩ.

## История
Блесдъфол е създадена в гимназията през 2004 г. от Майк, Мат, Крейг и Джаред. След известно време те намират и водещ китарист Майлс, но той бързо напуска за да в Berklee College of Music в Бостън. На следващата година те записват първото си EP заедно с новия си китарист Ерик, което включва 3 песни.
След записите, бандата бързо подписва договор със Science Records. Те започват първото си турне заедно със Alesana и Norma Jean в САЩ и Канада.
През 2007 г. те записват дебютният си албум „His Last Walk“, който достига #32 в U.S. Billboard Heatseekers chart. След което завършват Warped Tour. През септември и октомври групата е на турне заедно с Escape The Fate, LoveHateHero, Before Their Eyes и Dance Gavin Dance, което се нарича „Black on Black“ турне. Те записват два видеоклипа на песните „Guys like you make us look bad“ и „Higinia“.

### Напускането на Крейг Мабит
По време на тяхното първо европейско турне (заедно със Silverstein), през декември 2007 г., Мабит иска да се прибере в Щатите за да види току-що родената си дъщеричка. Но членовете на „Блесдъфол“ му казват да избере дали да остане с бандата и довърши турнето, или да се прибере при семейството си и да напусне бандата. Той напуска... и за да довършат останалите членове турнето си, Джаред изпълнява крещенето, a Ерик пее чистите вокали. След края на турнето, Мабит иска да се върне в групата, но останалите предпочитат да продължат без него, и впоследствие той става вокалист и фронтмен на Escape The Fate.
След турнето „Блесдъфол“ решават да намерят друг басист, за да може Джаред да се концентрира над вокалите. Te се спират на техния приятел Ейдън, който свири на бас и също така е и беквокал, но той не е официален член, а само временен. В този състав те започват турнето Taste of Chaos 2008.
След турнето те записват видеоклип на песента „Rise Up“, като това е първото видео без Мабит.
Но най-после след няколко месеца търсене бандата успява да намери достоен вокалист. Бу Бокан (бивш вокалист на Take the Crown) се присъединява към групата на 25 септември 2008 г. и на тази дата те пускат първият си сингъл с него – „To Hell and Back“. След това е създаден и следващият наречен „We'll Sleep When We're Dead“. Скоро групата записва и първото си видео с Бокан, по време на концерт на песента „To Hell and Back“.
През февруари 2009 г. започват турне със Silverstein, A Static Lullaby и Before Their Eyes.
И след турнето групата най-после подписва договор с Fearless Records и е готова за записването на следващия албум. Новият албум е записан през май 2009 г. и се казва „Witness“.

### „Awakening“
През февруари 2011 г. групата обявява напускането на Майк Фризби. На негово място в групата ще свири Елиът Грюенбърг (Legacy, Before Their Eyes). На 17 май 2011 г. започват да записват третия си албум – „Awakening“. Обложката на албума излиза на 21 юли, а самият албум на 4 октомври 2011 г. Той съдържа 12 песни и е 45 мин. „Блесдъфол“ са на турне (The All Stars Tour) заедно с Emmure, Alesana, Motionless In White и други групи.

### „Hollow Bodies“
През 2013 г. бандата започва да работи по четвъртия си неозаглавен албум. Албумът ще бъде записан веднага, след последния им тур за 2012 г.
На 26 януари 2013 г. е обявено, че Виктор „Вик“ Фуентес (вокалът на Pierce the Veil) работи с групата за новия им албум. Обложката на албума е представена на 10 юни, а той се казва „Hollow Bodies“ и излиза на 20 август.

## Състав
| Настоящи членове - Мат Трейнър – барабани (2004– ) - Джаред Уорт – бас (2004– ) - Ерик Ламбърт – китара (2005– ) - Бу Бокан – вокали (2008– ) - Елиът Грюенбърг – китара (2011– ) |  | Предишни членове - Андрю Бар – клавири (2004 – 2005) - Майлс Бергсма – китара (2004 – 2005) - Крейг Мабит – вокали (2005 – 2007) - Майк Фризби – китара (2004 – 2011) |

## Дискография

### Албуми
- His Last Walk (2007)
- Witness (2009)
- Awakening (2011)
- Hollow Bodies (2013)
- To Those Left Behind (2015)

### EP
- Black Rose Dying (2005)
- Blessthefall (2006)